# 亚铬酸亚铁
亚铬酸亚铁是离子化合物，化学式为FeCr2O4。

## 制备
- 自然界中存在于铬铁矿，虽然有许多杂质。

- 高温灼烧三氧化二铬与氧化铁：

{\displaystyle {\mathsf {FeO+Cr_{2}O_{3}\ {\xrightarrow {1600^{o}C}}\ Fe(CrO_{2})_{2}}}}

## 物理性质
黑褐色立方晶体，空间群F d3m，其中a = 0.8374 nm，Z = 8。

## 化学性质
- 与浓盐酸反应：

{\displaystyle {\mathsf {Fe(CrO_{2})_{2}+8HCl\ {\xrightarrow {}}\ 2CrCl_{3}+FeCl_{2}+4H_{2}O}}}
- 与热的浓硝酸反应：

{\displaystyle {\mathsf {Fe(CrO_{2})_{2}+10HNO_{3}\ {\xrightarrow {}}\ 2Cr(NO_{3})_{3}+Fe(NO_{3})_{3}+NO_{2}\uparrow +5H_{2}O}}}
- 在不活泼气体保护下，缓慢溶于碱中：

{\displaystyle {\mathsf {Fe(CrO_{2})_{2}+6NaOH+4H_{2}O\ {\xrightarrow {\tau ,N_{2}}}\ 2Na_{3}[Cr(OH)_{6}]+Fe(OH)_{2}\downarrow }}}
- 在空气中反应更快：

{\displaystyle {\mathsf {4Fe(CrO_{2})_{2}+O_{2}+24NaOH+14H_{2}O\ {\xrightarrow {}}\ 8Na_{3}[Cr(OH)_{6}]+4FeO(OH)\downarrow }}}
- 被碳（焦炭）还原为铬和铁：

{\displaystyle {\mathsf {Fe(CrO_{2})_{2}+4C\ {\xrightarrow {1100-1200^{o}C}}\ [Fe+2Cr]+4CO}}}

## 用途
作为铬的来源。